# (2541) Edebono
(2541) Edebono (1973 DE) – planetoida z grupy pasa głównego asteroid okrążająca Słońce w ciągu 5,03 lat w średniej odległości 2,94 j.a. Odkryta 27 lutego 1973 roku.